# Адвалорне мито
Адвалорне ми́то (лат. ad valorem — відповідно до ціни, за вартістю) — мито, що нараховується у відсотках до митної вартості товарів та інших предметів, які обкладаються митом. 

При застосуванні адвалерного мита внутрішня ціна імпортного товару (Рd) складатиме:

Рd = Рm + ta × Рm ,

де ta — ставка адвалерного мита;

Рm — митна вартість товару.